# Neomoema cendi
Neomoema cendi är en skalbaggsart som först beskrevs av Martins och Maria Helena M. Galileo 1992.  Neomoema cendi ingår i släktet Neomoema och familjen långhorningar.
Artens utbredningsområde är Costa Rica. Inga underarter finns listade i Catalogue of Life.